# ВПФ (підривач)
ВПФ (рос. Взрыватель Польових Фугасов) — радянський підривач комбінованого типу, який застосовують разом протипіхотними та протитранспортними мінами.

## Будова
Підривач складається з таких конструктивних елементів:
- корпус
- опорна шайба
- ударник з шарнірною головкою
- пружина
- цанга з кільцем
- запобіжний шплінт
- хомутик
- запал (МД-2 або МД-5М)

## Тактико-технічні характеристики
- Тип — механічний
- Маса неспорядженого, грам — 25
- Діаметр корпусу, мм — 12
- Довжина, мм:
  - неспорядженого — 80
  - із запалом МД-2 — 132
  - із запалом МД-5М — 126
- Кут нахилу для спрацьовування, град — 10-30 °

## Принцип дії
Коли підривач перебуває у бойовому положенні цанга насаджена на шарнірну головку утримує ударник взведеним.
При нахилі цанги на 10-30° конус шарнірної головки виходить з отвору цанги, ударник звільняється і під дією пружини наколює капсуль-спалахувач запалу, викликаючи його вибух.